# ジェームス・ウィルソン
ジェームス・ウィルソン（James Wilson、1983年7月7日 - ）は、ニュージーランドのラグビー選手。

## プロフィール
- ニュージーランド・インバーカーギル出身[1]。
- ポジションはスタンドオフ(SO)、センター(CTB)、フルバック(FB)。
- 身長 196cm、体重 93kg
- ニックネームはジミー。

## 略歴
サウスランド、ブランビーズ、ハイランダーズ、チーフス、ブルゴワン、ノーサンプトン・セインツ、ベッドフォード・ブルーズ、バースを経て、2019年、三菱重工相模原ダイナボアーズに加入。
2020年1月12日にジャパンラグビートップリーグ第1節NTTドコモレッドハリケーンズ戦に途中出場で日本での公式戦初出場を果たす。
2021年、三菱重工相模原ダイナボアーズを退団した。